# Matt Pelissier
Matt Pelissier (Summit, Nueva Jersey; 16 de marzo de 1977) es un músico estadounidense, conocido por haber sido el baterista y cofundador de la banda de rock My Chemical Romance. Actualmente es baterista y cofundador de la banda de punk Revenir a la par se desempeña como Mecánico. 

## Biografía
Pelissier fue cofundador de la banda My Chemical Romance junto con su amigo de secundaria Gerard Way en 2001, justo después de los ataques a las Torres Gemelas. Pelissier ayudó a Way a agregarle ritmos de baterías a su entonces áspera canción «Skylines and turnstiles», inspirada en la tragedia del 11-S. Grabó con la banda los discos I brought you my bullets, you brought me your love (2002) y Three cheers for sweet revenge (2004). Al lanzamiento del segundo disco, el mánager de la banda, Brian Schechter, le pidió a Pelissier que dejara la banda luego de que el grupo decidiera no querer seguir con él. Pelissier tenía discusiones con el guitarrista Ray Toro, principalmente porque éste rechazó tocar el teclado durante una presentación en vivo. La banda también sostuvo que no estaban satisfechos con las habilidades de Pelissier como baterista. También se le acusa de haber quemado la primera furgoneta de My Chemical Romance, que la abuela de Gerard y Mikey les compró. Muchas de estas declaraciones han sido dementidas por Él mismo. Matt fue sustituido por Bob Bryar como baterista de My Chemical Romance.
Después de dejar la banda, según Alternative Press, Matt comenzó a trabajar como mecánico en Nueva Jersey. 
En el verano de 2006, Matt Pelissier y George Collazo formaron Strong Arm Studios, un estudio de grabación situado en Harrison, Nueva Jersey.
Desde 2008, fundó la banda de Punk/Metal híbrido llamada Revenir en la cual hace el papel de escritor, baterista, guitarrista y a veces vocalista.

## Discografía
Matt aparece en la versión original del video de la canción «I'm not okay (I promise)». En él se lo puede ver tocando la batería, con un tatuaje nuevo en su brazo. En el segundo vídeo se ve a Bob Bryar tocando, aunque la canción es tocada por Matt. Bob llegó justo un día antes de que se grabara el video, después de la gira en Japón.

### My Chemical Romance
Álbumes de estudio
- 2002: I brought you my bullets, you brought me your love.
- 2004: Three cheers for sweet revenge.

### Revenir
Álbumes de estudio
- 2013: Exiled from Bear Country